# Saint-Léger-sur-Vouzance
Saint-Léger-sur-Vouzance är en kommun i departementet Allier i regionen Auvergne-Rhône-Alpes i de centrala delarna av Frankrike. Kommunen ligger  i kantonen Le Donjon som ligger i arrondissementet Vichy. År 2022 hade Saint-Léger-sur-Vouzance 259 invånare.

## Befolkningsutveckling
Antalet invånare i kommunen Saint-Léger-sur-Vouzance
Referens: INSEE